# علي العامري (لاعب كرة قدم إماراتي)
علي العامري (مواليد 7 يناير 1989) لاعب كرة قدم إماراتي دولي يجيد اللعب في الدفاع.

## مسيرة اللاعب
لعب سابقاً لأندية الجزيرة والنصر و نادي بني ياس ونادي مسافي ونادي مصفوت ونادي بينونة و احترف في نادي بلايث تاون الإنجليزي .

## روابط خارجية
- علي العامري على موقع أوليمبيديا (الإنجليزية)